# Ф.А.К.Э.Л.-П.О.Р.Т.О.С.
Ф.А.К.Э.Л.-П.О.Р.Т.О.С. (Формирование альтруистов — кандидатов в эволюционирующие люди — Поэтизированное объединение разработки теории общенародного счастья) — существовавшая в 1990-е и начале 2000-х годов молодёжная общественная организация, филиалы которой были зарегистрированы в разных городах России и Украины. Организатором объединения был Юрий Давыдов (1954 года рождения), которого в начале 1980-х годов дважды принудительно помещали в психиатрическую больницу за «идеи социального реформаторства».
Организация издавала газету «Теория счастья на защите общества», занималась благотворительностью (в 1998—2000 годах обеспечивала продуктовыми наборами совет ветеранов и детские дома), участвовала в избирательных кампаниях симпатичных ей политиков (во время президентских выборов в России в 1996 году члены организации работали в предвыборном штабе Михаила Горбачёва), члены организации участвовали в добровольных народных дружинах и в числе прочих удостоились приза от вице-мэра Москвы Валерия Шанцева как лучшие дружинники города. 
Также организация занималась перевоспитанием «трудных» подростков, в частности наркоманов, создав для этого сельскохозяйственные коммуны под Харьковом и под Москвой (в деревне Машково в Люберецком районе, на территории бывшего завода «Салют»). Туда из разных городов России и других стран СНГ приезжала молодёжь как в летний лагерь. Помимо работы, подростки играли в ансамбле, бегали кроссы, занимались в компьютерных классах. Им запрещалось пить, курить, сквернословить. В соответствии с «теорией счастья» Юрия Давыдова они ежедневно должны были сочинять стихи, а также учили эсперанто.

## Уголовное дело
В конце лета 2000 года к коммуне в Машково стали проявлять интерес сотрудники милиции и ФСБ. В декабре 2000 года два шестнадцатилетних воспитанника коммуны были пойманы за распитием водки и курением. Как утверждается, им предложили покинуть коммуну или подвергнуться порке, и они выбрали порку. На следующий день на территорию коммуны ворвались 30 сотрудников Люберецкого РУБОП и по подозрению в «истязаниях малолетних» задержали около сорока человек. Была изъята библиотека художественной, научной и учебной литературы из 10 тысяч книг, которую сдали в макулатуру. При обыске обнаружили также два официально зарегистрированных охотничьих ружья и пневматический пистолет, которые, как утверждается, были приобретены для самообороны после столкновений с рэкетирами.  
Было возбуждено уголовное дело по статьям об истязании несовершеннолетних, угрозе убийством и причинением тяжкого вреда здоровью, организации вооружённого формирования и участии в нем, организации объединения, посягающего на личность и права граждан. Четверых членов организации (в том числе двух девушек) взяли под стражу. Они жаловались на пытки: арестованный лидер организации Юрий Давыдов утверждал, что в «пресс-хате» ему сломали три ребра, Татьяна Ломакина рассказала, что ей на голову надевали каску и били по ней дубинкой.
Летом 2002 года Татьяну Ломакину приговорили к 6 годам лишения свободы, а Юрия Давыдова и Евгения Привалова в 2003 году признали невменяемыми и направили на принудительное лечение.
В мае 2008 года была задержана ещё одна участница организации — Юлия Приведённая. Постановление о её аресте было издано ещё в октябре 2001 года, после чего её объявили во всероссийский розыск. Несмотря на это, она свободно перемещалась, постоянно участвовала в протестных акциях в Москве, была хорошо известна многим гражданским активистам и правозащитникам. Приведённая провела под стражей 70 дней, а затем её освободили под подписку о невыезде; позже её направляли на стационарную психиатрическую экспертизу. В июле 2010 года Московский областной суд признал её виновной по статьям 208 («Создание незаконных вооружённых формирований»), 127 («Незаконное лишение свободы») и 117 («Истязание») УК РФ и приговорил её к 4,5 годам лишения свободы условно. Обвинение утверждало, что она принимала участие в избиении подростков, состоящих в объединении, когда те предположительно нарушили правила, употребив алкоголь; что члены Ф.А.К.Э.Л.-П.О.Р.Т.О.С. насильно удерживались в помещении организации и что Юлия Приведённая и другие руководители создали незаконное вооружённое формирование для наведения порядка в объединении. По утверждению обвинения, на вооружении боевой группы, помимо разрешённого законом газового и пневматического оружия, находилось около десятка охотничьих ружей и карабинов; в случае игнорирования подростками своих обязанностей (в частности, по сочинению стихов) «портосовцы» наказывали подростков, применяя кожаную плётку, также практиковались другие виды телесных наказаний. 
Сама Юлия Приведённая все эти обвинения отрицала, а предполагаемые потерпевшие отказались от своих слов в суде, заявив, что милиция под давлением вынудила их дать показания против руководителей объединения. Amnesty International заявила, что Юлия Приведённая была задержана исключительно за то, что пользовалась правом на свободное выражение мнения и свободу объединений. В защиту Юлии Приведённой выступили российские правозащитники, в том числе Людмила Алексеева, Сергей Григорьянц, Андрей Бабушкин, Виктор Черепков. Адвокатом Приведённой был Михаил Трепашкин.
В ноябре 2010 года Верховный суд РФ отменил приговор Приведённой в части статьи 127 УК РФ (незаконное лишение свободы) за истечением срока давности и смягчил ей наказание до 3,5 года лишения свободы условно.